# Haminoea vesicula
Haminoea vesicula är en snäckart som först beskrevs av Gould 1855.  Haminoea vesicula ingår i släktet Haminoea och familjen Haminoeidae. Inga underarter finns listade i Catalogue of Life.